# Temštica
La Temštica, en serbe cyrillique Темштица, est une rivière de Serbie et un affluent droit de la Nišava. La Temštica proprement dite n'est pas très longue, mais elle reçoit un affluent beaucoup plus long, la Visočica (qui vient de Bulgarie), constituant ainsi le système fluvial de la Visočica-Temštica, long de 86 km.

## Géographie
La Temštica appartient au bassin de drainage de la mer Noire ; son propre bassin couvre une superficie de 820 km². La rivière n'est pas navigable. 

## Temštica (Toplodolska reka)
La Temštica ou Toplodoska reka (en cyrillique : Топлодолска река) naît de la réunion de cinq ruisseaux qui prennent leur source dans la Stara Planina, une montagne située à la frontière entre la Bulgarie et la Serbie. Ils prennent leur source dans plusieurs monts de la Stara Planina : Midžor/Midzhur, Vražija Glava/Vrazha glava, Bratkova Strana et Gola Glava (en cyrillique : Миџор (en serbe) ou Миджур (en bulgare) ; Вражија Глава (en serbe et en bulgare) ; Браткова Страна ; Гола Глава). Ils se rejoignent tout près du village de Topli Dol, qui donne un de ses noms à la Temštica. La Temštica a creusé un canyon, familièrement surnommé « le petit Colorado ». La rivière poursuit sa course en direction du nord-ouest et, à sa gauche, reçoit la Visočica.

## Visočica

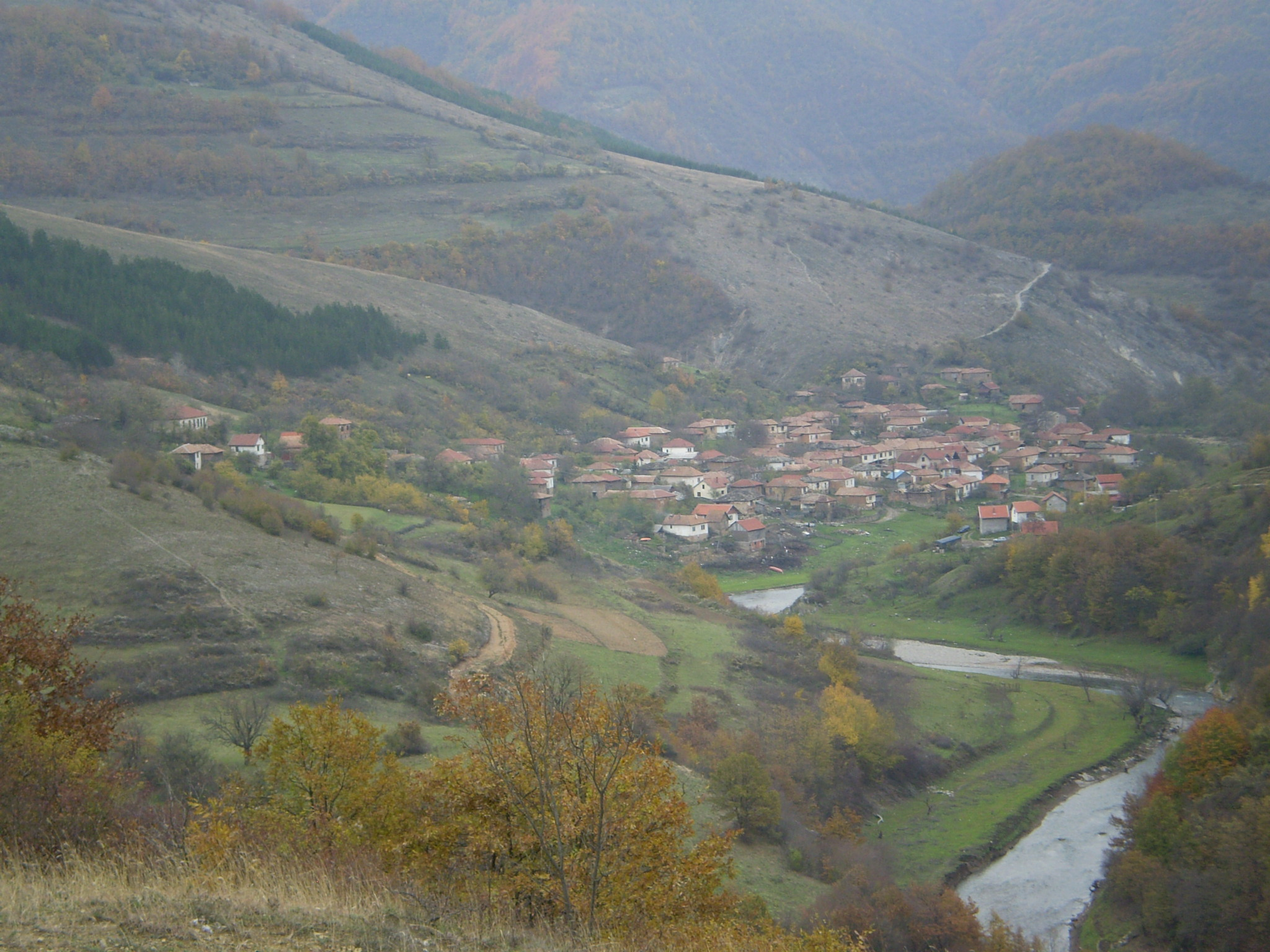
La Visočica, près de Pakleštica

La Visočica ou Visochitsa, en bulgare et en serbe cyrillique Височица, a une longueur de 71 km.  Elle prend sa source en Bulgarie dans la montagne de la Berkovska planina, qui fait partie de la Stara Planina, près de Kom Peak, à quelques kilomètres de la frontière avec la Serbie. Dans cette partie de son cours, la rivière est également connue sous le nom de Barlska reka, d'après le nom du village de Barlya. Elle coule en direction du sud, atteignant la région de Zabarde (est de la Bulgarie) et les pentes septentrionales des monts Gora, où elle bifurque vers l'est et entre dans la dépression de Visok à Komshtitsa (en bulgare : Комщица). Peu après, elle oblique en direction de l'ouest puis traverse la frontière entre la Bulgarie et la Serbie. 

La dépression de Visok est située entre la Stara Planina au nord et le Vidlič (ou Vidlich) au sud. Cette région, qui se divise en deux sections, est peuplée de manière éparse. La Visočica passe à Izatovci, Slavinja (où elle reçoit sur sa droite les eaux de la Rosomačka reka), Visočka Ržana (où elle reçoit sur sa droite la Dojkinička reka), Rsovci, Pakleštica, Velika Lukanja et Zavoj, avant de rencontrer la Temštica.
En 1963, un important glissement de terrain a entravé le cours de la rivière, créant un barrage naturel de 500 m de long et de 50m de haut, barrage qui, à son tour, a formé un lac naturel qui a englouti le village de Zavoj. Le lac naturel fut asséché, le barrage consolidé et une centrale hydroélectrique fut construite (HE Zavoj) ainsi que le lac de Zavoj (superficie 5,53 km² ; altitude 612 m ; profondeur 60 m). Ce lac artificiel remplaça le lac asséché. Le village de Novi Zavoj fut construit en hauteur par la population de l'ancienne localité.

## Temštica (Temska)
Sur le reste de son cours (15 km), après son confluent avec la Visočica, la Temštica est également connue sous le nom de Temska (en cyrillique : Темска). La rivière se dirige vers le village et le monastère de Temska. Elle se jette dans la Nišava au nord-ouest de la ville de Pirot.